# Poets of the Fall
Poets of the Fall (POTF) са независима рок банда от Хелзинки, Финландия, създадена от Marko Saaresto и Olli Tukiainen през 2003 г. В групата участват Marko „Mark“ Saaresto (вокал), Olli „Ollie“ Tukiainen (китара) и Markus „Captain“ Kaarlonen (синтезатор/продукция). По време на концертите са подкрепени от още трима гост-изпълнители: Jani Snellman (бас китара Jaska Mäkinen (китара, беквокали) и Jari Salminen (барабани, перкусии). От 2014 година са постоянни членове на групата.
Името Poets of the Fall идва от две противоположни форми на едно цяло, т.е. едното не може без другото. „Poets“ символизира положителното, а „Fall“ отрицателното.
С песента Late Goodbye започва нарастването на популярността на групата. Тя бива включена в компютърната игра Max Payne 2 като финална песен, както и като основна тема в играта. Вторият сингъл Lift е включен към програмата за тестване на компютърна производителност 3D Mark 2005, разработена от Futuremark, която има тесни връзки със Remedy Entertainment, авторите на поредицата Max Payne.
Групата печели множество награди, сред които тази на Game Audio Network Guild (G.A.N.G.) през 2004 за „Най-добра вокална песен – поп“ за песента Late Goodbye, „Най-добра нова финландска група“ на наградите на Ylex „Best of 2004“, „Нова група на 2005 г.“ на Musiikki & Media Events, две Emma Awards награди за „Най-добра нова група на годината“ и „Най-добър дебютен албум на годината“, също и „Best Finnish Act“ на MTV Europe Music Awards 2006. Освен това Carnival of Rust е избран чрез гласуване за „Най-добър финландски клип на всички времена“ от класацията на TV2

## История

### Началото
Групата Poets of the Fall е основана през 2003 от Marko Saaresto и Olli Tukiainen. Малко след това към тях се присъединява и Markus Kaarlonen. Групата представлява смес от три различни свята: рок певец, джаз китарист и „industrial-machine-trance-man“.
През 2003 Sam Lake, сценарист от Remedy Entertainment, поискал от приятеля си Mark да напише песен за предстоящата компютърна игра Max Payne 2: The Fall of Max Payne. Това не е била първата им съвместна работа. Mark е служил за модел на персонажа Владимир Лем в първата част, като освен това работи като художник по мини комиксите и озвучавал част от минисериалите. По това време Captain се е занимавал с аудиоефектите в играта и двамата с Mark се запознават именно там. Двамата с Ollie, с който преди това са свирили заедно в друга група, му показват техни демозаписи и учтиво го канят да се присъедини към тях. След кратък размисъл той се съгласява и купонът започва.
В началото се опитват да минат под крилото на някоя от големите звукозаписни компании, но скоро се отказват и решават да създадат своя собствена независима компания Insomniac. Поради ограничените ресурси се е наложило да използват за студио всекидневната на Captain, а за офис – колата на Ollie. Mark е трябвало да се премести в мазето на родителите си, защото не можел повече да си позволи да притежава свое собствено жилище.
След излизането на играта интересът към Поетите се засилва навсякъде по света. Скоро Late Goodbye печели награда на церемонията за компютърни игри G.A.N.G. в Сан Хосе, Калифорния в категорията за най-добър саундтрак. Церемонията е излъчвана по MTV International и G4TV, но те не присъстват заради ангажимент другаде. Същата година са поканени да участват в пренасянето на Олимпийския огън заедно с Bjork.
През 2004 година на 30 юни във Финландия излиза първият им сингъл Late Goodbye. Той включва различни версии на песента (радио, албумна, акустична и инструментална), както и бонус песента Everything Fades. И двете песни са включени в дебютния им албум Signs of Life.. Същата година, на 9 септември, издават втори сингъл Lift,. Той включва още бонус парчето The Beautiful Ones, което така и не влиза в албум. Както Late Goodbye, Lift също бива включен в компютърен продукт – 3DMark05 на компанията Futuremark.
POTF е избрана за най-добра нова банда за 2004 във Финландия. Lift печели второ място в категорията „Най-добра песен на годината“, а Late Goodbye остава 7-а.
На 18 декември излиза за свободно теглене в мрежата песен, наречена Maybe Tomorrow is a Better Day. След пускането ѝ средният брой посетители на сайта им се увеличава до 20 пъти спрямо обикновените дни. Песента може да бъде изтеглена от POTFmedia.com.
| “                | „Maybe Tomorrow is a Better Day...“ ...is all about hope. Hope, now, is a tricky thing. A real double edged sword. It is the sole power that keeps mankind on its feet. Heads up and at it. Even in time of crisis. An invaluable force of nature. But as hope can be true... it can also be false. We choose the way to go, but will the road set us free? I wrote the lyrics to 'Maybe tomorrow is a better day' in context with this duality. In other words, where there is hope there must be doubt. There is no one without the other. And so, devilishly, parts of the lyric can be experienced either as doubting or as giving true hope... it is up to you to give it meaning. | ” |
| — Marko Saaresto | |   |

### Signs of Life (2004 – 2005)
Поетите започват турнето Signs of Life на 22 октомври 2004 с концерт в Тампере, Финландия., преди излизането на самия албум.
Дебютният им албум Signs of Life е издаден на 19 януари 2005. Към него се включва и линк към тайна интернет страница, съдържаща няколко допълнителни материали, както и ремикс на песента Lift (наречен Dramadance Remix). На 17 януари албумът е избран за „Албум на седмицата“ от финландското национално радио YleX. След това веднага става номер едно в класацията за албуми Финландия Топ 40.. На 24 май получава златен сертификат на 24 май, 2005 платинен сертификат, а на 26 април 2006 получава и платинен. Signs of Life остана 56 седмици в класацията за албуми. Това прави Signs of Life един от най-успешните албуми, издавани във Финландия. Албумът получава отличие в категориите „Най-добър дебютен албум на 2005 г.“ и „Най-добра нова група на годината“ на наградите Emma, финландския еквивалент на наградите Grammy. На 19 януари 2006 POTF са избрани за „Най-пробивна финландска група“ с гласуване на наградите на радио NRJ.
POTF записват само два видеоклипа към дебютния си албум. Първият е към Late Goodbye и е заснет изцяло с помощта на приятели. На 13 август 2005 излиза вторият им клип Lift. Оттогава нататък Signs of Life е издаден в iTunes във Финландия, Швеция, Норвегия и Дания. Веднага стана номер едно във финландските класации на iTunes. На 1 октомври Lift е пуснат за безплатно гледане онлайн на официалната страница на Поетите.
На 9 ноември 2005 Поетите завършва турнето на Signs of Life с концерт в Стокхолм, Швеция.

### Carnival of Rust (2006 – 2007)
На 9 февруари 2006 POTF обявяват, че първият сингъл към предстоящия им албум ще бъде издаден на 22 март 2007. Carnival of Rust включва две версии на заглавното парче (радио и албумна версия), също и ексклузивно живо изпълнение на Don't Mess With Me. Сингълът е издаден във Германия на 1 декември 2006. Освен този сънгъл Поетите издават още два след излизането на албума: Locking up the Sun и Sorry Go 'Round.
На 12 март 2006 Поетите анонсират първите дати за турнето „Carnival of Rust“. Също стана ясно, че досегашният им гост-барабанист Tapio, който ги придружава на концертите, ги напуска за да преследва кариера във фотографията. Момчетата остават близки приятели и му пожелават късмет в избраната кариера. Неговото място заема Jari Salminen.
Вторият албум на Поетите Carnival of Rust е издаден във Финландия на 12 април 2006. Той включва 11 нови песни, ремиксирана версия на Maybe Tomorrow is a Better Day, както и музикалния клип на заглавната песен. Албумът веднага застана на върха на финландския радио канал YleX чрез гласуване и бива избран за „Албум на Седмицата“.. Carnival of Rust следва стъпките на предшественика си и на 19 април 2006 шоуто Top40 обявява, че Поетите ще имат два албума в класацията. Само седмица след като бива издаден албумът веднага заема първо място във финландските класации. На 10 май 2006 Signs of Life изпада от класацията на Top40, където Carnival of Rust продължава да окупира челните позиции. Албумът получава златен сертификат само три седмици след издаването си и платинен сертификат на 11 декември. Списание Helsingin Sanomat го избра за един от най-добрите албуми на 2006. Албумът бива издаден в Швеция на 12 септември 2006, а на 20 април 2007 в Германия.
На 30 март 2006 излиза видеоклипът на Carnival of Rust по The Voice и MTV Финландия. Режисьорът от предишното им видео Lift, Tuomas „Stobe“ Harju отново работи с тях. По-късно същата година клипа бива избран чрез гласуване за „Най-добър финландски клип на всички времена“ от класацията на TV2. На 5 май 2007 клипът на Carnival of Rust печели бронзова награда Muuvi, както и „Muuvi Изборът на народа“, получавайки 71 процента от всички гласове. По-късно през 2009 POTF пускат в интернет подобрена версия с много по-високо качество и добавени нови елементи, режисирана от Elmeri Raitanen. През ноември 2006 излиза и клип към Locking up the Sun, който бива включен в едноименния сингъл.
На 20 януари 2007 получават награда за „Най-добра финландска група“ на наградите на радио NRJ за 2007-а.
На 7 март 2007 отваря (виртуални) врати официалният им уеб магазин. Там освен албуми и сингли се продават дрехи и други предмети. Магазинът прави доставки по целия свят.
През 2007 Поетите продължават турнето Carnival of Rust, като свирят още 55 концерта в 7 страни. Турнето завършва на 27 октомври 2007 с първия концерт на групата в Азия в Индийския институт по технологии в Канпур.

### Revolution Roulette (2008 – 2009)
На 9 януари 2008 Поетите обяват нов сингъл, наречен The Ultimate Fling, който е издаден във Финландия на 6 февруари 2008. Сингълът включва три версии на заглавната песен, както и концертно изпълнение на Fire от втория им албум Carnival of Rust. Живото изпълнение е записано по време на фестивалът Ankkarock на 5 август 2007. Сингълът става номер две във финландските класации за сингли. Освен него, след излизането на албумът, на 15 юли 2008 издават и Diamonds for Tears, вкючващ концертно изпълнение на Carnival of Rust и видеоклип към The Ultimate Fling.
На 26 март излиза третият им албум Revolution Roulette. Дебютира на първо място седмица след излизането си, a след още една получава златен статус.
Първият им издаден клип към албума е The Ultimate Fling, който е заснет от концерт наживо от трима фенове, избрани чрез конкурс. Клипът влиза като част от сингъла Diamonds for Tears. На 15 юли издават клипа към песента Diamonds for Tears, която не е включена към сингъл.
Третото им турне започва на 18 април, 2008 в Jyväskylä, Финландия. Изнасят концерти в Русия, Германия и Швеция. Също така изнасят и първото си представление в Америка в Лос Анджелис, Калифорния по време на Musexpo 2008 на 29 април 2008.
Групата участва и в компилацията на Voice Livenä Vieraissa, където правят запис наживо в студио на You Know My Name на Крис Корнел и Diamonds for Tears. Участват още и в компилацията Melkein vieraissa – Nimemme on Dingo, където правят кавър на песента Tabacco Road на популярната през 90-те финландска група Dingo. По-късно се включват в благотворителната кауза на PLAN, където изпълняват благотворително с други артисти песента I Saved The World Today на Eurhytmics.
През 2009 POTF прекъсват концертните си изяви и се концентрират върху други проекти, сред които и групата Phoenix Effect, която минава под крилото на тяхната звукозаписна компания Insomniac. На 18 февруари Phoenix Effect издава дебютния си албум Cyanide Skies, в който освен продуценти, Поетите помагат и в записването на песните. По-късно същата година Futuremark издават мултиплеър екшън играта Shattered Horizon, където Captain продуцира и записва музиката към нея.
На 25 септември в Индия е издаден сборен албум Best of Poets of the Fall, съдържащ 11 песни от първите три албума.

### Twilight Theater (2010)
На 3 февруари 2010 излиза първият сингъл Dreaming Wide Awake от предстоящия им албум и дебютира 18 в класациите. Освен това Поетите обявяват, че следващият им сингъл War ще стане част от саунтрака на предстоящата игра – психологически екшън трилър на Remedy Entertainment Alan Wake.
На 17 март 2010 излиза четвъртият им албум Twilight Theater. Дебютира на първо място седмица след излизането си и получава златен статус.
Турнето започва на 25 март с три концерта в Русия и продължава с концерти във Финландия, където подгряваща група ще са Phoenix Effect

### Alchemy Vol.1 (2011)
Бандата пуска двойно винилно издание на техния дебютен албум Signs of Life на 19 март 2011 г., точно шест години след оригиналното му издание. CD & DVD компилацията, озаглавена Alchemy Vol.1 е пусната на пазара на 16 март 2011 г. Тя съдържа цялата видеография на групата, включително любимите песни на нейните членове, както и две нови парчета – No end, no Beginning и Can you Hear me. Последното е пуснато дигитално на 2 февруари 2011 и е включено в римейка на видео играта Death Rally на Remedy Entertainment. Клипа към песента е режисиран от Мико Харма, а премиерата му се излъчва по The Voice на 18 март 2011 г.

### Temple of thought (2012)
Петият студиен албум Temple of thought е издаден на 21 март 2012 г., утвърждавайки вече определения от предишните албуми двугодишен цикъл на издаване. Неговото име и обложка са разкрити на официалната страница на бандата във Facebook на 25 януари 2012.
Първият сингъл от албума „Cradled of Love“ дебютира във финландския радио ефир на 24 януари 2012. На 26 януари е пуснат за дигитално сваляне в официалния digistore на групата. Клипът към песента е издаден на 3 март 2012 г.
The Happy Song, парче от Alan Wake's American Nightmare, също се появява в албума.
Четиридесет и пет секундният отрязък от германския радио edit „Kamikaze love“ е качен на 24 февруари 2012 г. Сингълът е издаден в Германия на 13 април 2012 г.

## Дискография

### Албуми
| Албум                                  | Дата на издаване | Класации       | Сертификати |
| -------------------------------------- | --- | -------------- | ----------- |
| Signs of Life                          | 19 януари 2005 (Финландия) Август 2005 (Дания, Норвегия, Швеция) 12 април 2008 (iTunes)                                                        | #1 (Финландия) | Платинен    |
| Carnival of Rust                       | 12 април 2006 (Финландия) 12 септември 2006 (Швеция) Октомври 2006 (Австралия, Русия, Украйна) 20 април 2007 (Германия) 12 април 2008 (iTunes) | #1 (Финландия) | Платинен    |
| Revolution Roulette                    | 26 март 2008 (Финландия) 12 април 2008 (iTunes)                                                                                                | #1 (Финландия) | Златен      |
| Best of Poets of the Fall (Компилация) | 25 август 2009 (Индия) | —              | —           |
| Twilight Theater                       | 17 март 2010 (Финландия, iTunes) | #1 (Финландия) | Златен      |
| Alchemy Vol.1                          | 16 март (Финландия) 2011 | #9 (Finland)   | —           |
| Temple of Thought                      | 21 March 2012 (Finland) 20 July 2012 (Germany)                                                                                                 | #3 (Finland)   | —           |
| Jealous Gods                           | 19 september 2014 |                | —           |
| Clearview                              | 20 september 2016 |                | —           |
| Ultraviolet                            | 5 october 2018 |                | —           |
| Ghostlight                             | 29 April 2022 |                |             |

### DVD
| Албум          | Дата на издаване  | Класации | Сертификати |
| -------------- | ----------------- | -------- | ----------- |
| Live in Moscow | 14 септември 2013 | -        | -           |

### Сингли
| Сингъл                                   | Дата на издаване                                    | Класации        |
| ---------------------------------------- | --------------------------------------------------- | --------------- |
| Late Goodbye                             | 30 юни 2004 (Финландия)                             | #14 (Финландия) |
| Lift                                     | 9 септември 2004 (Финландия)                        | #8 (Финландия)  |
| Carnival of Rust                         | 22 март 2006 (Финландия) 1 декември 2006 (Германия) | #2 (Финландия)  |
| Sorry Go 'Round (Ограничено издание)     | 16 август 2006 (Финландия)                          | #7 (Финландия)  |
| Locking Up the Sun                       | 29 ноември 2006 (Финландия)                         | #3 (Финландия)  |
| The Ultimate Fling                       | 6 февруари 2008 (Финландия)                         | #2 (Финландия)  |
| Diamonds for Tears                       | 21 май 2008 (Финландия)                             | #13 (Финландия) |
| Dreaming Wide Awake (Ограничено издание) | 3 февруари 2010 (Финландия)                         | #18 (Финландия) |
| Can You Hear Me                          | 2 февруари 2011 (Само за теглене)                   | —               |
| Cradled in Love                          | 25 януари 2012 (Само за теглене)                    | #16 (Финландия) |
| Kamikaze Love                            | 13 април 2012 (Германия)                            | —               |

### Кавъри
| Песен            | Изпълнител    | Албум                                | Източник |
| ---------------- | ------------- | ------------------------------------ | -------- |
| Tobacco Road     | Dingo         | Melkein vieraissa – Nimemme on Dingo | [ 80 ]   |
| You Know My Name | Chris Cornell | Livenä Vieraissa                     | [ 81 ]   |

### Съвместни проекти
| Песен                     | Група                 | Албум                     | Вид участие                |
| ------------------------- | --------------------- | ------------------------- | -------------------------- |
| Taking a Vacation From Me | Bright Lightning      | Taking a Vacation From Me | Дует                       |
| I Saved The World Today   | Множество изпълнители | PLAN                      | Благотворително изпълнение |
| King See No Evil          | Phoenix Effect        | Cyanide Skies             | Дует                       |
| Lucky Star                | Phoenix Effect        | Cyanide Skies             | Дует                       |
| Jos sä tarvitset mua      | Johanna Kurkela       | Hyvästi, Dolores Haze     | Текст                      |
| Kaipaus nousee siivilleen | Martti Saarinen       | Kaipaus nousee siivilleen | Текст и музика             |
| Omalla Tyylillä           | Sauruxet              | Saurusplaneetta           | Текст и музика             |
| Suuri Lähtölaulu          | Sauruxet              | Saurusplaneetta           | Текст и музика             |

Групата продуцира и участва в създаването на повечето песни на Phoenix Effect.

### Други
- Саунтракът към играта Shattered Horizon Архив на оригинала от 2011-08-28 в Wayback Machine.
- Children of the Elder God (представящи се за Old Gods of Asgard) от играта Alan Wake
- The Poet and the Muse (представящи се за Old Gods of Asgard) от играта Alan Wake
- Саундтракът към играта Rochard
- Grinder´s Blues от саунтрака към играта Rochard

## Клипове
- Официален канал в YouTube

| Година | Клип                                                                   | Режисьор(и)                                  |
| ------ | ---------------------------------------------------------------------- | -------------------------------------------- |
| 2005   | Late Goodbye                                                           | Alan Smithee (псевдоним)                     |
| 2005   | Lift Архив на оригинала от 2008-05-28 в Wayback Machine.               | Tuomas Harju                                 |
| 2006   | Carnival of Rust Архив на оригинала от 2006-11-03 в Wayback Machine.   | Tuomas Harju                                 |
| 2006   | Locking up the Sun Архив на оригинала от 2007-01-03 в Wayback Machine. | Tuomas Harju                                 |
| 2008   | The Ultimate Fling                                                     | Sami Mäkelä, Jussi Rautaniemi, Minni Wiitala |
| 2008   | Diamonds for Tears                                                     | Niina Miettinen                              |
| 2009   | Carnival of Rust (Special Edition HD Remaster)                         | Tuomas Harju                                 |
| 2010   | Dreaming Wide Awake                                                    | Oskari Sipola                                |
| 2010   | War                                                                    | Aleksi Koskinen, Akseli Tuomivaara           |
| 2011   | Can You Hear Me                                                        | Mikko Harma                                  |
| 2012   | Balance Slays the Demon                                                | Remedy Entertainment                         |
| 2012   | Cradled in Love                                                        | Santeri Enstedt, Mikko Harma                 |

## Турнета
| Години      | Турне               | Страни                                                        | Концерти |
| ----------- | ------------------- | ------------------------------------------------------------- | -------- |
| 2004 – 2005 | Signs of Life       | Дания Финландия Германия · Норвегия Швеция                    | 62       |
| 2006 – 2007 | Carnival of Rust    | Дания Естония Финландия · Германия Индия Литва · Русия Швеция | 126      |
| 2008        | Revolution Roulette | Финландия Германия Швеция · Русия САЩ                         | 59       |
| 2010        | Twilight Theater    | Финландия Русия Германия                                      | 24       |
| 2011        | Alchemy             | Финландия Русия Украйна                                       | 15       |
| 2012        | Temple of Thought   | Естония Финландия Русия · Украйна                             | 24*      |

„*“ = подлежи на промяна

## Награди и номинации

### Награди
| Година | Награда                                    | Име |
| ------ | ------------------------------------------ | --- |
| 2004   | Game Audio Network Guild (G.A.N.G.) Awards | Best Original Vocal Song – Pop (Late Goodbye)                                                                |
| 2004   | YleX's „Best of 2004“                      | Best Finnish Newcomer                                                                                        |
| 2005   | Musiikki & Media Events                    | Newcomer of '05                                                                                              |
| 2006   | NRJ Radio Awards                           | Best Finnish Breakthrough 2005                                                                               |
| 2006   | Emma Awards                                | Best Newcomer of the year                                                                                    |
| 2006   | Emma Awards                                | Best Debut Album of the year (Signs of Life)                                                                 |
| 2006   | MTV Europe Music Awards                    | Best Finnish Band                                                                                            |
| 2006   | The Voice                                  | Best Music Video 2006 (Carnival of Rust Архив на оригинала от 2006-11-03 в Wayback Machine.)                 |
| 2006   | TV2's Musiikki-TV                          | Best Finnish Music Video of All Times (Carnival of Rust Архив на оригинала от 2006-11-03 в Wayback Machine.) |
| 2007   | NRJ Radio Awards                           | Best Finnish Band                                                                                            |
| 2007   | Muuvi Awards                               | Bronze Muuvi Award (Carnival of Rust Архив на оригинала от 2006-11-03 в Wayback Machine.)                    |
| 2007   | Muuvi Awards                               | Muuvi People's Choice Award (Carnival of Rust Архив на оригинала от 2006-11-03 в Wayback Machine.)           |

### Номинации
| Година | Награда               | Име                                           | Ранг |
| ------ | --------------------- | --------------------------------------------- | ---- |
| 2004   | YleX's „Best of 2004“ | Best Finnish Song (Lift)                      | 2nd  |
| 2004   | YleX's „Best of 2004“ | Best Finnish Song (Late Goodbye)              | 7th  |
| 2005   | Radio City            | Album of the Year (Signs of Life)             | 7th  |
| 2005   | The Voice             | Top 105 (Lift)                                | 10th |
| 2006   | The Voice             | Best Music Video 2006 (Locking Up the Sun)    | 12th |
| 2007   | NRJ Radio Awards      | Best Finnish Album (Carnival of Rust)         | —    |
| 2007   | NRJ Radio Awards      | Best Nordic Band                              | —    |
| 2007   | Emma Awards           | Best Rock Album (Carnival of Rust)            | —    |
| 2007   | Helsingin Sanomat     | Most Beloved Finnish Rock Song (Late Goodbye) | —    |
| 2011   | Emma-gaala            | Най-добър музикален клип (War)                | —    |